# II. Jazíd omajjád kalifa
Jazíd ibn Abd al-Malik, azaz II. Jazíd (arab betűkkel يزيد بن عبد الملك – Yazīd ibn ʿAbd al-Malik; 687 – 724. január 26.) volt a szunnita iszlám tizenharmadik kalifája (uralkodott 720. október 10-étől haláláig), egyben a 750-ig uralkodó Omajjád-dinasztia ún. marvánida ágának hatodik tagja.

## Kalifátusa
Abd al-Malik harmadik trónra kerülő fia, I. al-Valíd és Szulejmán kalifa öccse volt. A trónon szintén egy fivére, Hisám követte. Édesanyja, Átika I. Jazíd kalifa lánya, így a dinasztiaalapító I.  Muávija unokája volt. Ő maga Muhammad ibn Júszuf asz-Szakafi lányát, a hírhedt al-Haddzsádzs ibn Júszuf unokahúgát vette feleségül.
A pietista, puritán életvitelű II. Omárt, unokatestvérét követte a trónon. Igyekezett népszerű rokonát utánozni, ám erre sport- és zenerajongóként igazából nem volt képes. Két rabnője, Habába és Szaláma rendkívül nagy befolyással volt rá.
Mindjárt uralkodása kezdetén meg kellett birkóznia Jazíd ibn al-Muhallab felkelésével. Ibn al-Muhallab Szulejmán alatt lett Irak, majd Horászán kormányzója, és sokat tett hajdani ellenfele, al-Haddzsádzs híveinek üldözéséért. II. Omár ezért bebörtönöztette, ám halálakor kiszabadult és Baszra városába menekült, ahol a háridzsita eretnekek támogatását élvezve fellázadt. Híveit azonban a kalifa tehetséges fivére, Maszlama 721. augusztus 25-én legyőzte. A csatában maga Ibn al-Muhallab is odaveszett, lázadását hamarosan felszámolták. (A konfliktussorozat a kalbiták és kajsziták ellentétéhez is kapcsolódott.)

### Hadügyek
Katonai szempontból a legfontosabb esemény II. Jazíd uralkodása alatt a Kazár Birodalom elleni háború volt, melyet a göktürk kaganátus elleni transzoxániai harcokban kitűnt al-Dzsarráh al-Hakami, Örményország és Azerbajdzsán emírje vezetett nagy sikerrel: 722-ben a Kaszpi-tenger partja mentén tört előre, 723-ban pedig kifosztotta Balandzsár városát. Hakamit ekkor ismeretlen okból – talán féltékenységből – visszahívták, a hadjárat pedig megfeneklett.
A nyugati végeken 721-ben a toulouse-i ütközetben Odo aquitániai herceg legyőzte az arabokat, akik ekkor az északi terjeszkedés helyett a keletit választották, megkezdve a menetelést a Rhône felé, melynek eredményeképpen számos várost hódítottak meg (például Montfrin, Avignon, Arles, Aix-en-Provence, Béziers, Nîmes, Agde). A bizánci határokon Konstantinápoly sikertelen 718-as ostroma óta nem zajlottak nagyobb hadműveletek.

## Hagyatéka
II. Jazíd a hagyomány szerint imádott rabnője, Habába halálát követően nem sokkal a bánatba halt bele, míg más források alapján arra következtethetünk, hogy tuberkulózisban hunyt el. A trónon öccse, Hisám követte, aki egy összességében egységes, de mind lassabban terjeszkedő birodalmat vett át. Baljós előjelek is kísérték Jazíd uralkodását: Tabaritól tudjuk, hogy 720/721-ben kezdték meg az Abbászidák nyilvánosan agitációjukat, mely elsősorban a síiták és a maváli megnyerését tűzte ki célul a hatalomátvétel támogatására.
Jazíd fia Hisám halála után II. al-Valíd néven rövid időre örökölte a kalifátus trónját (743–744).